# Gran Premi de les Nacions sub-23
El Gran Premi de les Nacions sub-23 (en francès: Grand Prix des Nations espoirs) era una competició ciclista sobre contrarellotge individual que es disputava a França. Era la versió sub-23 del Gran Premi de les Nacions.
Creada el 1965 com a Gran Premi de les Nacions amateur estava reservada a ciclistes no professionals. En algunes edicions s'havia disputat juntament amb la prova dels professionals. L'última cursa amateur es fa córrer el 1994, el mateix any que es reclassificava com a sub-23.

## Palmarès
| Any            | Vencedor               | Segon                  | Tercer              |
| -------------- | ---------------------- | ---------------------- | ------------------- |
| 1965           | Jean Dumont            | Peter Hill             | Claude Lechatelier  |
| 1966           | Jean Sadot             | Peter Hill             | Bernard Thévenet    |
| 1967           | Luis Ocaña             | Peter Head             | Jean-Claude Genty   |
| 1968           | No disputat            | No disputat            | No disputat         |
| 1969           | Fedor den Hertog       | Joop Zoetemelk         | Leif Mortensen      |
| 1970           | Fedor den Hertog       | Yves Hézard            | Jean-Pierre Boulard |
| 1971           | Gilbert Bischoff       | Ladislav Zakreta       | Henri-Paul Fin      |
| 1972           | Gilbert Bischoff       | David Lloyd            | Roy Schuiten        |
| 1973           | Gilbert Bischoff       | Jean-Luc Vandenbroucke | Patrick Perret      |
| 1974           | David Wells            | Jorg Marcussen         | Michel Laurent      |
| 1975           | Gilbert Bischoff (13è) |                        |                     |
| 1976           | Tord Filipsson (9è)    |                        |                     |
| 1977           | No disputat            | No disputat            | No disputat         |
| 1978           | Graham Jones           | Joël Soudais           | Jean-Pierre Cabarre |
| 1979           | Phil Anderson          | Jan Bogaert            | Patrick Gagnier     |
| 1980           | Julián Gorospe         | Stephen Roche          | Pascal Poisson      |
| 1981           | Martial Gayant         | Claude Moreau          | Sean Yates          |
| 1982           | Allan Peiper           | Laurent Vial           | Alain Renaud        |
| 1983           | Philippe Bouvatier     | David Akam             | Antonio Bartalani   |
| 1984           | Vencedor desqualificat | Joël Pelier            | Patrice Esnault     |
| 1985           | Stephen Hodge (6è)     |                        |                     |
| De 1986 à 1988 | Cursa "open"           | Cursa "open"           | Cursa "open"        |
| 1989           | Michael Rich           | Richard Vivien         | Jean-Louis Harel    |
| 1990           | Dimitri Vassilichenko  | Marco Jeletich         | Yuri Manuylov       |
| 1991           | Uwe Peschel            | Rémy Quinton           | Bjørn Stenersen     |
| 1992           | Francisque Teyssier    | Jan Karlsson           | Uwe Peschel         |
| 1993           | Martial Locatelli      | Marek Leśniewski       | Jean-Michel Lance   |
| 1994           | Jacques Landry         | Christophe Moreau      | Bert Roesems        |
| 1994 "sub-23"  | Anthony Morin          | Sébastien Noël         | Bruno Boxus         |
| 1995           | No disputat            | No disputat            | No disputat         |
| 1996           | Anthony Langella       | Bradley McGee          | Nathan O'Neill      |
| 1997           | Guillaume Auger        | László Bodrogi         | Stéphane Delimauges |
| 1998           | Oleg Joukov            | Thor Hushovd           | Frédéric Finot      |
| 1999           | Sandro Güttinger       | Christian Poos         | Marcel Duijn        |
| 2000           | David Zabriskie        | Fabian Cancellara      | Florian Huber       |
| 2001           | Mart Louwers           | Iuri Krivtsov          | Sébastien Rosseler  |
| 2002           | Tomas Vaitkus          | Sébastien Rosseler     | Kevin De Weert      |
| 2003           | Thomas Dekker          | Joost Posthuma         | Rory Sutherland     |
| 2004           | Dominique Cornu        | Piotr Mazur            | Łukasz Bodnar       |